# 511
511(오백십일)은 510보다 크고 512보다 작은 자연수다.

## 수학
- 합성수로, 그 약수는 1, 7, 73, 511이다. 진약수의 합은 81이므로, 511은 부족수다.
- {\displaystyle 511=2^{9}-1}
  - 9번째 메르센 수로, 2의 9제곱에서 1을 뺀 수다.
- {\displaystyle 74^{3}-1}은 511로 나누어떨어진다.

## 과학
- NGC 511(영어판): 물고기자리 방향에 있는 타원은하.

## 교통

### 철도
- 수도권 전철 5호선 개화산역의 역번호.

### 도로
- 고속도로
  - 유럽 고속도로 511호선: 프랑스 코트니에서 트루아까지 이어지는 유럽 고속도로.
- 기타 도로
  - 511번 지방도: 충청북도 청주시 상당구 미원면에서 진천군 초평면까지 이어지는 대한민국의 지방도.
  - 현도 제511호선

## 군사
- U-511(영어판, 독일어판): 제2차 세계 대전에 사용된 나치 독일의 군용 잠수함.

## 문화유산
- 대한민국의 보물 제511호: 청주 계산리 오층석탑
- 대한민국의 사적 제511호: 진천 산수리와 삼용리 요지

## 방송
- KT HCN의 스카이스포츠 채널 번호.

## 기타
- 날짜: 5월 11일
- 연도: 511년, 기원전 511년